# Едвард Хауз
Едвард Манделл Хауз (26 липня 1858, Х'юстон, Техас, США — 28 березня 1938, Нью-Йорк, США) — американський політик, дипломат, радник президента Вудро Вільсона, відомий під прізвиськом «полковник Хауз», хоча до армії США відношення не мав — звання полковника в даному випадку є почесним поважних титулом до заслуженого громадянина штату, прийнятим на американському Півдні й видаються рішенням суду і виконавчої влади.